# Kościół św. Józefa w Zabrzu
Kościół Świętego Józefa – rzymskokatolicki kościół parafialny, znajdujący się przy ul. Roosevelta w Zabrzu, należący do dekanatu zabrzańskiego w diecezji gliwickiej, metropolii katowickiej.

## Historia kościoła
Parafia św. Józefa w Zabrzu została wyodrębniona w 1931 roku z terytorium parafii św. Andrzeja Apostoła. W latach 1930–1931 wybudowano nowy kościół. Budowniczym kościoła został proboszcz parafii św. Andrzeja Apostoła, ksiądz Jan Zwior. Konsekracji świątyni dokonał 4 września 1932 roku kardynał Adolf Bertram.

## Architektura i wnętrze świątyni
Kościół to jeden z ciekawszych przykładów architektury modernistycznej na Górnym Śląsku. Autorem projektu jest Dominikus Böhm z Kolonii. Świątynie projektowane przez Böhma mają specyficzny klimat, zarówno w warstwie materialnej (surowy monumentalizm, rzetelna konstrukcja oraz szczerość w zastosowaniu materiałów) jak i niematerialnej (wpływ na emocje odbiorców, stosowanie symboliki, gra światłem). Architekt zastosował w projekcie kościoła wiele cytatów z historii, m.in.: 
- symbolika światła jako emanacji Boga,
- symbolika liczb świętych (katedry średniowiecza) (7, 12, 33, 40),
- plac wejściowy do kościoła „paradisus” – podobne place znajdowały się przed starochrześcijańskimi bazylikami,
- fasada – rzymskie bramy (brama do nieba) lub akwedukt – woda życia,
- przejście od „profanum” do „sacrum” – święta brama (porta sacra) – obmycie – oczyszczenie z grzechów,
- metafora drogi życia – wydłużona nawa kościoła, której towarzyszy 7 okien witraży z siedmioma sakramentami w witrażach,
- chrzcielnica u podstawy wieży u wejścia do świątyni – motyw oczyszczenia u progu „świętej drogi” na drodze chrześcijanina do zbawienia, nieba – (symbolicznie wieża i spiralne schody).

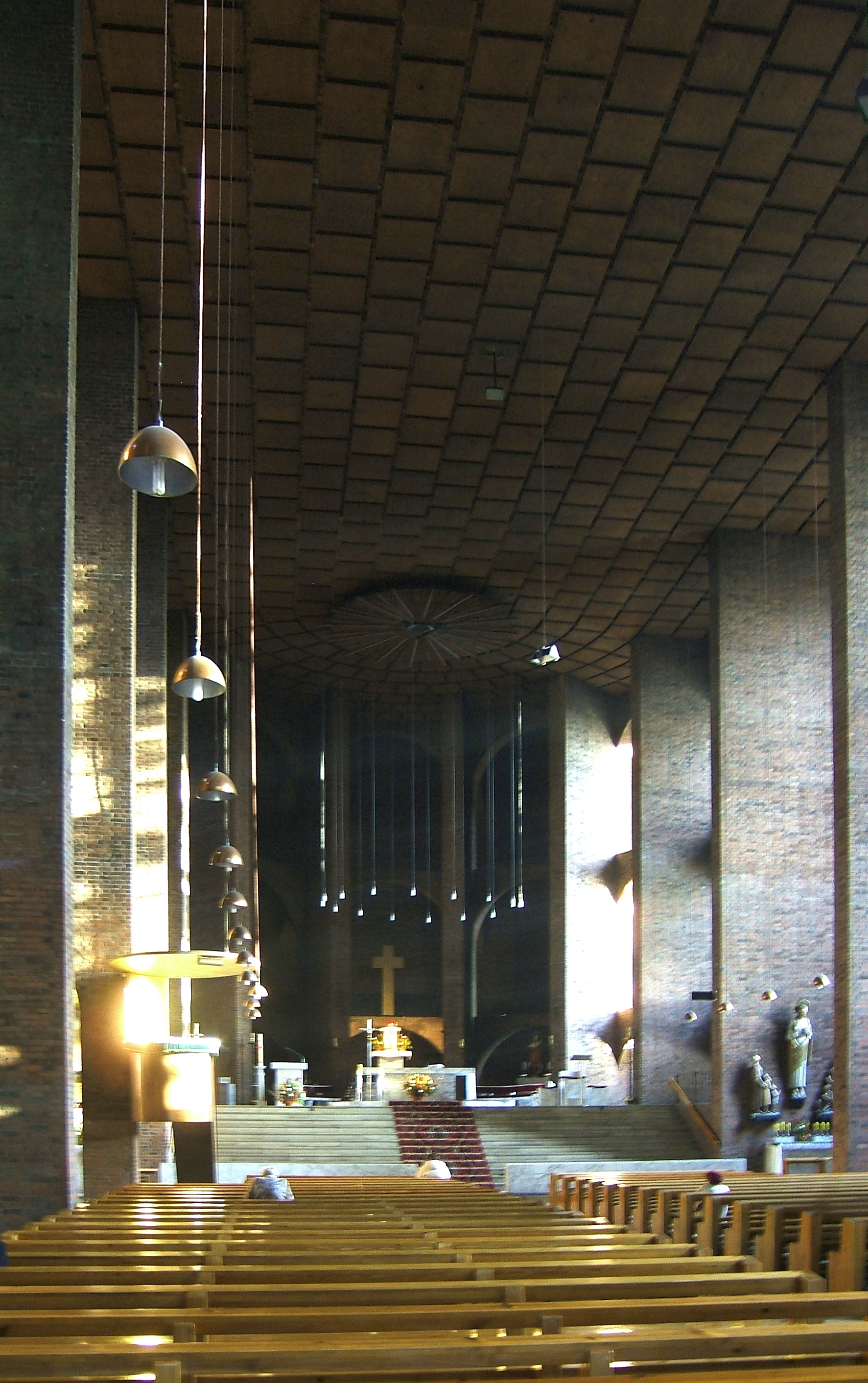
Wnętrze kościoła

Dominikus Böhm uważał, że architekt powinien projektować obiekt całościowo, począwszy od bryły, formy przestrzeni, aż po wyposażenie i detal (Böhm był również twórcą wnętrz, mebli, witraży, mens ołtarzowych). Kościół zaprojektowany został na planie łuku, projektant nawiązuje tutaj do starożytnych budowli rzymskich oraz świątyń wczesnochrześcijańskich. Zbudowany został z cegły, mur jest nieotynkowany. Cegły są w różnych odcieniach, o zróżnicowanym stopniu wypalenia i zostały celowo sprowadzone z różnych cegielni. Fronton przedstawia potrójny rząd arkad (powtarza się on w otworach wieży, wewnętrznym obejściu i w oknach). Fronton arkad rozpostartych pomiędzy dwiema surowymi, płasko zwieńczonymi wieżycami kojarzy się z wyglądem rzymskich akweduktów. 
W dużych oknach po stronie zachodniej znalazły się witraże w ciemnych kolorach i przedstawiają sakramenty święte, a okna po stronie wschodniej świątyni dają niewielkie ilości światła. Najjaśniejsze miejsce kościoła to część ołtarza głównego, który uniesiony jest wysoko nad posadzkę nawy. 
Witraż - „Najświętszy Sakrament” - zaprojektowany został w 1942 roku. W 1957 roku umieszczono w prezbiterium witraż „Świętej Rodziny”.

## Organy
Główne organy zostały wybudowane w 1940 roku przez firmę Rieger jako opus 2926. W 2003 Vladimir Grygar z Prościejowa wymienił kontuar. Posiadają wiatrownice membranowe. Organista siedzi bokiem do prezbiterium. Drugie, mniejsze organy w prezbiterium również wybudowała firma Rieger. W 1998 Grygar przeniósł je z krypty kościoła do prezbiterium, przebudował prospekt według projektu prof. Juliana Gembalskiego i wyposażył w nowy kontuar. Można nimi sterować także ze stołu gry organów głównych.
Dyspozycja organów głównych:
| Manuał I           | Manuał II              | Manuał III             | Pedał                   |
| ------------------ | ---------------------- | ---------------------- | ----------------------- |
| 1. Prinzipal 8'    | 1. Gemshorn 8'         | 1. Rohrgedackt 16'     | 1. Untersatz 16'        |
| 2. Salizjonal 8'   | 2. Geigen prinzipal 4' | 2. Flöten prinzipal 8' | 2. Prinzipal bas 16'    |
| 3. Kupfer flöte 4' | 3. Nachthorn 4'        | 3. Quintadena 8'       | 3. Rohrgedackt 16' *    |
| 4. Oktave 2'       | 4. Flachflöte 2'       | 4. Ital. Prinzipal 4'  | 4. Prinzipal flöte 8'   |
| 5. Mixtur 1 1/3'   | 5. Nazard 2 2/3'       | 5. Dolcflöte 4'        | 5. Gemshorn 8' *        |
| 6. Trompete 16'    | 6. Sifflöte 1'         | 6. Blockflöte 2'       | 6. Ital. Prinzipal 4' * |
|                    | 7. Krummhorn 8'        | 7. Scharf cymbel 1'    | 7. Posaune 16'          |
|                    |                        | 8. Vox humana 8'       | 8. Singend Cornett 2'   |

## Dzwony
Na wieży wiszą 4 dzwony. Najmniejszy pochodzi z oryginalnego zestawu, natomiast 3 większe poświęcono w 1958 roku.
|   | Imię             | Waga (kg) | Ton    | Średnica (cm) | Rok odlania | Odlewnia                         |
| - | ---------------- | --------- | ------ | ------------- | ----------- | -------------------------------- |
| 4 | św. Józef        | ~350 kg   | h' (-) | 85 cm         | 1931        | Petit & Gebr. Edelbrock, Gescher |
| 3 | św. Barbara      | ~550 kg   | a’ (-) | 94 cm         | 1958        | Eugeniusz Felczyński, Przemyśl   |
| 2 | św. Juda Tadeusz | ~700 kg   | g’ (-) | 105 cm        | 1958        | Eugeniusz Felczyński, Przemyśl   |
| 1 | Maryja           | ~1200 kg  | e’ (+) | 123 cm        | 1958        | Eugeniusz Felczyński, Przemyśl   |